# Tsybin Ts-25
Il Tsybin Ts-25 (in caratteri cirillici Цыбин Ц-25) era un aliante da trasporto progettato dall'OKB 256 diretto da Pavel Vladimirovič Cybin e sviluppato in Unione Sovietica negli anni quaranta.
Impiegato negli anni successivi dalla Sovetskie Voenno-vozdušnye sily (VVS), l'aeronautica militare sovietica, ricevette inizialmente la designazione DoD Type 25, poi, quando furono introdotti i nomi in codice NATO, quello di Mist (nebbia). Venne avvistato per la prima volta alla parata aerea di Tushino in occasione della "Giornata delle Forze Aeree Sovietiche" del luglio 1949.
A volte, il nome riportato per questo velivolo è stato anche KTs-20 (dalle iniziali di Kolesnikov e Tsybin, in cirillico КЦ-20).